# Stades de l'équipe d'Écosse de football
Les stades de l'équipe d'Écosse de football sont les lieux sportifs écossais qui ont accueilli la Tartan Army lors d'un match officiel ou amical. Hampden Park à Glasgow est le stade où, par défaut, l'équipe d'Écosse de football joue ses matches à domicile depuis 1906. Toutefois, elle a joué des rencontres à domicile, que ce soit amicales ou en compétition, dans bien d'autres stades écossais.

## Historique
L'Écosse a abrité le premier match international officiel contre l'Angleterre en 1872. La rencontre s'est déroulée sur le terrain de cricket d'Hamilton Crescent à Glasgow tout comme pour les quatre matches suivants de l'Écosse jusqu'en 1876. Le stade suivant à être utilisé, pour une rencontre contre l'Angleterre en 1878, est le premier Hampden Park, stade des Queen's Park qui avait, par ailleurs, accueilli en 1876 la finale de la première Coupe d'Écosse de football.
Queen's Park ayant déménagé dans un nouveau stade, le second Hampden Park, celui-ci abrita plusieurs rencontres internationales entre 1885 et 1890. 
Le premier match international à se dérouler hors de Glasgow eut lieu le 10 mars 1888, lorsque l'Écosse joua à l'Hibernian Park (en) d'Édimbourg. Cela lança une vague de délocalisation vers des plus petits stades en dehors de Glasgow pour des affiches moins attrayantes, notamment lors de matches contre le Pays de Galles. Les rencontres les plus attractives, comme celles contre l'Angleterre, continuèrent à se jouer à Glasgow qui disposait des plus grosses enceintes. De 1890 à 1905, la plupart des rencontres se déroulant à Glasgow eurent lieu soit au Celtic Park soit à Ibrox Park, le Celtic et les Rangers rivalisant pour obtenir les lucratifs droits de ces matches.
La perte de ces revenus pour les Queen's Park les obligea à disposer d'un stade plus grand pour rivaliser. Or, le site actuel de leur stade ne leur permettant pas d'envisager un agrandissement, ils se résolurent à déménager et à construire un nouveau stade, le troisième et actuel Hampden Park. Celui-ci ouvrit en 1903 et accueillit se première rencontre internationale en 1906. Sa capacité était telle qu'il établit des records mondiaux d'affluence qui tinrent jusque dans les années 1930.
Hampden Park resta le stade de prédilection pour les matches de l'Écosse jusque dans le début des années 1990. Mais, les conclusions du rapport Taylor, consécutif à la tragédie de Hillsborough, l'obligèrent à de gros travaux de rénovation afin de n'offrir que des places assises. Ibrox Park et Pittodrie Stadium à Aberdeen avaient anticipé ces rénovations et étaient donc prêts avant Hampden Park, ce qui leur a permis d'accueillir les matches des éliminatoires de la Coupe du Monde 1994.
Hampden Park rouvrit en 1994 et pu héberger les matches des éliminatoires de l'Euro 1996 mais il dut ensuite fermer pour la rénovation de sa tribune principale, ce qui fit que de nombreux stades furent utilisés pour les matches des éliminatoires de la Coupe du Monde 1998 et ceux de l'Euro 2000, dont Ibrox Park, Pittodrie Stadium, Celtic Park, Rugby Park à Kilmarnock et Tynecastle Stadium à Édimbourg.
Hampden Park rouvrit de nouveau en 1999 et héberge depuis lors la quasi-totalité des rencontres de l'Écosse, mis à part quelques matches amicaux moins attractifs délocalisés au Pittodrie Stadium d'Aberdeen ou à l'Easter Road d'Édimbourg. L'utilisation d'Hampden Park lors des Jeux du Commonwealth de 2014,  impliqua aussi de déplacer certains matches.
Le bail qui lie la fédération écossaise de football et Hampden Park se terminant après l'Euro 2020, le Celtic pour le Celtic Park, les Rangers pour Ibrox Park et la fédération écossaise de rugby à XV pour Murrayfield Stadium se sont positionnés pour devenir l'enceinte régulière de l'équipe d'Écosse de football. Toutefois, la SFA a annoncé, en septembre 2018, un accord avec Queen's Park pour devenir propriétaire du stade après 2020 .

## Liste des stades ayant accueilli au moins un match de l'équipe d'Écosse de football
| Nombre de match | Stade                 | Ville      | Premier match    | Dernier match    |
| --------------- | --------------------- | ---------- | ---------------- | ---------------- |
| 254             | Hampden Park          | Glasgow    | 7 avril 1906     | 19 novembre 2019 |
| 25              | Celtic Park           | Glasgow    | 25 mars 1893     | 18 novembre 2014 |
| 18              | Ibrox Stadium         | Glasgow    | 15 mars 1909     | 11 octobre 2014  |
| 15              | Pittodrie Stadium     | Aberdeen   | 3 février 1900   | 9 novembre 2017  |
| 9               | Tynecastle Stadium    | Édimbourg  | 26 mars 1892     | 9 mai 2003       |
| 7               | Easter Road           | Édimbourg  | 22 avril 1998    | 22 mars 2017     |
| 6               | Premier Hampden Park  | Glasgow    | 2 mars 1878      | 25 mars 1882     |
| 6               | Deuxième Hampden Park | Glasgow    | 14 mars 1885     | 5 avril 1890     |
| 4               | Hamilton Crescent     | Glasgow    | 30 novembre 1872 | 25 mars 1876     |
| 4               | Rugby Park            | Kilmarnock | 24 mars 1894     | 27 mai 1997      |
| 3               | Dens Park             | Dundee     | 12 mars 1904     | 2 décembre 1936  |
| 3               | Premier Ibrox Park    | Glasgow    | 9 mars 1889      | 27 mars 1897     |
| 2               | Cathkin Park          | Glasgow    | 15 mars 1884     | 29 mars 1884     |
| 1               | Cappielow Park        | Greenock   | 15 mars 1902     | 15 mars 1902     |
| 1               | Carolina Port (en)    | Dundee     | 21 mars 1896     | 21 mars 1896     |
| 1               | Fir Park              | Motherwell | 19 mars 1898     | 19 mars 1898     |
| 1               | Firhill Stadium       | Glasgow    | 25 février 1928  | 25 février 1928  |
| 1               | Premier Celtic Park   | Glasgow    | 28 mars 1891     | 28 mars 1891     |
| 1               | Hibernian Park (en)   | Édimbourg  | 10 mars 1888     | 10 mars 1888     |
| 1               | Love Street           | Paisley    | 17 mars 1923     | 17 mars 1923     |
| 1               | Underwood Park (en)   | Paisley    | 22 mars 1890     | 22 mars 1890     |